# Bogdan Aurescu

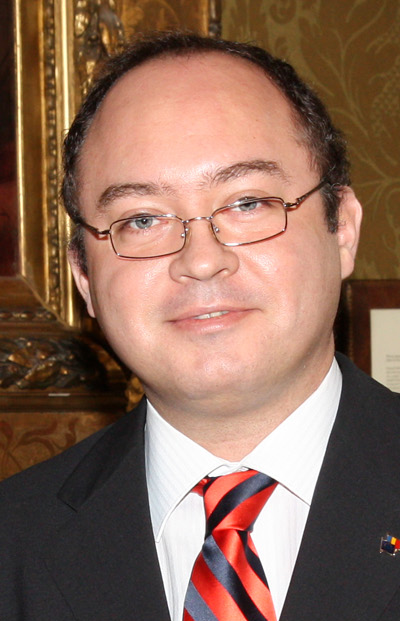
Bogdan Aurescu (2010)

Bogdan Lucian Aurescu (* 9. September 1973 in Bukarest) ist ein rumänischer Diplomat und parteiloser Politiker. Von November 2014 bis November 2015 war er Außenminister Rumäniens. Von November 2019 bis Juni 2023 hatte er dieses Amt im Kabinett Ludovic Orban I, im Kabinett Ludovic Orban II, im Kabinett Florin Cîțu und im Kabinett Ciucă erneut inne. Seit dem Jahr 2024 ist er Richter am Internationalen Gerichtshof in Den Haag.

## Leben
Er studierte Rechtswissenschaften und Geschichte an der Universität Bukarest, es folgte ein Studium an der Nationalen Universität für Verteidigung „Karl I.“. Er promovierte 2003 mit einer Arbeit zum Thema „Das Konzept der Souveränität und der Vorrang des Internationalen Rechts“. Er war seit 1996 Mitarbeiter des Außenministeriums, daneben war er auch als Dozent an der Universität tätig. 2004 bis 2009 vertrat er Rumänien vor dem Internationalen Gerichtshof im Streitfall mit der Ukraine um die Schlangeninsel. Seit 2009 war er Staatssekretär im Außenministerium.
Seit dem 24. November 2014 war er Außenminister Rumäniens in der Regierung von Victor Ponta (PSD). Sein Vorgänger Teodor Meleșcanu war bereits nach wenigen Tagen im Amt zurückgetreten. Am 9. März 2015 empfing Aurescu den deutschen Außenminister Frank-Walter Steinmeier zu einem Gespräch über die Ukraine-Krise. Mit dem Regierungswechsel am 17. November 2015 schied er aus dem Ministeramt, sein Nachfolger war Lazăr Comănescu.
Am 4. November 2019 wurde er erneut zum Außenminister ernannt, er gehörte den Regierungskabinetten von Ludovic Orban (PNL) an. Auch in den folgenden Regierungen blieb er im Amt, bis er am 15. Juni 2023 von Luminița Odobescu abgelöst wurde.
Im November 2023 wurde Aurescu zum Richter am Internationalen Gerichtshof gewählt; seine neunjährige Amtszeit begann im Februar 2024.